# Elizabeth Akinyi
Elizabeth Akinyi est une boxeuse kényane née le 25 septembre 1993.

## Carrière
Elizabeth Akinyi est médaillée de bronze dans la catégorie des poids moyens aux championnats d'Afrique de boxe amateur 2017 à Brazzaville.